# مرد کامل (فیلم ۲۰۱۳)
مرد کامل (به انگلیسی: A Perfect Man) فیلمی محصول سال ۲۰۱۳ و به کارگردانی کیس ون اوستروم است. در این فیلم بازیگرانی همچون جین تریپل‌هورن، لیو شرایبر، جوئل کارتر، لوئیز فلچر و هاب استاپل ایفای نقش کرده‌اند.